# Gamages (warenhuis)

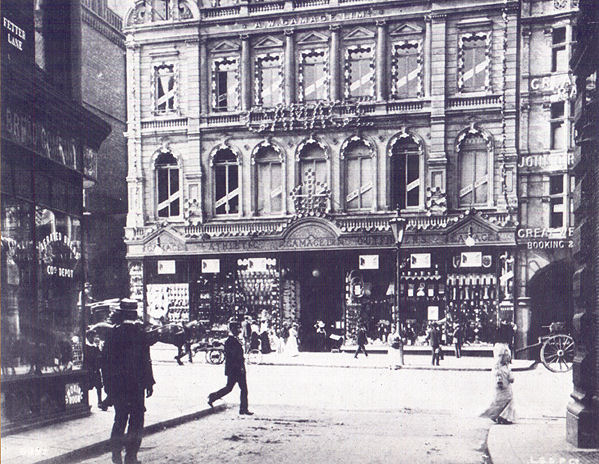
Gamages in de late 19e eeuw

Gamages was een warenhuis in Holborn, Londen. De winkel was actief van 1878 tot 1972 en stond vooral bekend om zijn speelgoed- en ijzerwarenafdelingen.

## Geschiedenis
Gamages begon in 1878 in een gehuurde horlogemakerij en groeide, nadat het bedrijf al snel een succes werd onder zijn klanten, uit tot een instituut in Londen. Het werd opgericht door Albert Walter Gamage, die al snel zijn partner Frank Spain uitkocht..Na verloop van tijd zou het groot genoeg worden om het grootste deel van het blok waarin het was gevestigd in beslag te nemen. Het was ongebruikelijk omdat de panden zich buiten het belangrijkste winkelgebied van Oxford Street bevonden, namelijk op Holborn 118-126, dicht bij Holborn Circus, aan de rand van de City of London.  Gamages had ook een succesvol postorderbedrijf.
Veel van de kinderen in die tijd herinneren zich Gamages vanwege het ongeëvenaarde aanbod aan speelgoed uit die tijd en de Gamages-catalogus, die een geliefd geschenk was in de herfst, precies op tijd voor de verzoeken om kerstcadeaus. Eén van de grootste trekpleisters van de winkel was een grote modelspoorbaan, waarbij door middel van verlichting een dag- en nachtscène werd afgewisseld. De spoorlijn werd aangelegd door de Duitser Bertram Otto. Elk jaar met Kerstmis kwamen er duizenden bezoekers.
Gamages had veel afdelingen, veel meer dan moderne warenhuizen. Op de begane grond bevond zich een grote ijzerwarenafdeling met onder meer speciale afdelingen voor auto-onderdelen en autostoelhoezen. Er was een fotoafdeling en een afdeling voor kamperen, huisdieren, speelgoed en sport. Bij de laatste afdeling werden jachtgeweren verkocht. De speelgoedafdeling was uitgebreid en er waren ook aanzienlijke mode-, meubel- en tapijtafdelingen en in de latere jaren een kleine supermarkt.
In 1928 tekende Gamages een huurcontract voor Oxford Street 489-497 met de Hertog van Westminster en begon met de bouw van een nieuw winkelpand met woonruimte onder leiding van architecten C.S. en E.M. Joseph, met inbreng van de door de hertog gekozen architect voor zijn landgoed, Sir Edwin Lutyens. Voor de uitbreiding werd een nieuw bedrijf opgericht, Gamages (West End) Limited, waarbij 500.000 aandelen van £1 aan het publiek werden verkocht. De winkel werd in 1930 geopend. De winkel ging als bedrijf failliet en werd acht maanden later gesloten, waarna het gebouw werd geveild.
Een verslag van de veiling van het warenhuis Gamages (inclusief de 41 appartementen) verscheen op 15 juli 1931 in The Times. De heer W.S. Edgson van Hillier Parker May & Rowden leidde de veiling en zei dat het "jammer was dat het pand na slechts een paar maanden op de markt moest worden gebracht." Het rapport zei dat het pand "een werkoppervlak had, exclusief trappen, van 210.000 vierkante voet. De locatie was praktisch op zichzelf staand met een front van 318 voet aan Oxford Street, lange fronten aan Park Street en North Row, en een grondoppervlak van 56.800 vierkante voet... De overeenkomst voor de huur was voor £ 30.000 per jaar vanaf 1932. Het zou (zei de heer Edgson) een hoge grondhuur kunnen lijken, maar met slechts 11s. per voet was het extreem laag voor Oxford Street." Er kwam geen reactie op een openingsbod van £ 600.000, of van £ 500.000, "de helft van wat het gebouw kostte". Het pand werd uit de verkoop gehaald voor £ 330.000. Het gebouw werd uiteindelijk gekocht door C&A. 
Tijdens de Eerste Wereldoorlog vervaardigde Gamages de Leach loopgravenkatapult. 
Gamages was een uiterst succesvolle en winstgevende winkel. In 1968 werd een tweede winkel geopend in het Liberty Shopping Centre in Romford in Essex. Dit had een relatief korte levensduur, aangezien het hele bedrijf in 1970 werd overgenomen door Jeffrey Sterling 's Sterling Guarantee Trust en de locatie in Romford in 1971 werd verkocht aan British Home Stores. De vestiging in Holborn werd in maart 1972 gesloten en er is geen spoor meer te bekennen van de winkel. Gamages heropende de winkel in de oude Waring & Gillows-winkel in Oxford Street, maar deze onderneming was van korte duur en sloot in 1972.